# Gimnastika na OI 2016.
Gimnastika na OI 2016. u Rio de Janeiru održavana je od 6. do 21. kolovoza u HSBC Areni. Gimnastika je bila podjeljena u tri kategorije sportsku, ritmičku i trampolin. Hrvatska je imala dvoje predstavnika u sportskoj gimnastici Anu Đerek i Filipa Udea. Ana Đerek nije imala plasman u višeboju, dok je Filip Ude osvojio 30. mjesto u konju s hvataljkama.

## Osvajači odličja

### Sportska gimnastika

#### Muškarci
| Kategorija         | Zlato                                                                     | Srebro                                                                                   | Bronca                                                          |
| Momčadski višeboj  | Japan Kenzō Shirai Yusuke Tanaka Koji Yamamuro Kōhei Uchimura Ryōhei Katō | Rusija Denis Abljazin David Belyavskiy Ivan Stretovich Nikolai Kuksenkov Nikita Nagornyy | NR Kina Deng Shudi Lin Chaopan Liu Yang You Hao Zhang Chenglong |
| Višeboj            | Kōhei Uchimura Japan                                                      | Oleg Vernyayev Ukrajina                                                                  | Max Whitlock Ujedinjeno Kraljevstvo                             |
| Preskok            | Ri Se-gwang Sjeverna Koreja                                               | Denis Ablyazin Rusija                                                                    | Kenzō Shirai Japan                                              |
| Preča              | Fabian Hambüchen Njemačka                                                 | Danell Leyva SAD                                                                         | Nile Wilson Ujedinjeno Kraljevstvo                              |
| Karike             | Eleftherios Petrounias Grčka                                              | Arthur Zanetti Brazil                                                                    | Denis Ablyazin Rusija                                           |
| Konj s hvataljkama | Max Whitlock Ujedinjeno Kraljevstvo                                       | Louis Smith Ujedinjeno Kraljevstvo                                                       | Alexander Naddour SAD                                           |
| Parter             | Max Whitlock Ujedinjeno Kraljevstvo                                       | Diego Hypólito Brazil                                                                    | Arthur Mariano Brazil                                           |
| Ruče               | Oleg Vernyayev Ukrajina                                                   | Danell Leyva SAD                                                                         | David Belyavskiy Rusija                                         |

#### Žene
| Kategorija         | Zlato                                                                      | Srebro                                                                                   | Bronca                                                      |
| Momčadski višeboj  | SAD Simone Biles Gabby Douglas Laurie Hernandez Madison Kocian Aly Raisman | Rusija Angelina Melnikova Aliya Mustafina Maria Paseka Daria Spiridonova Seda Tutkhalyan | NR Kina Fan Yilin Mao Yi Shang Chunsong Tan Jiaxin Wang Yan |
| Višeboj            | Simone Biles SAD                                                           | Aly Raisman SAD                                                                          | Aliya Mustafina Rusija                                      |
| Preskok            | Simone Biles SAD                                                           | Maria Paseka Rusija                                                                      | Giulia Steingruber Švicarska                                |
| Dvovisinski razboj | Aliya Mustafina Rusija                                                     | Madison Kocian SAD                                                                       | Sophie Scheder Njemačka                                     |
| Greda              | Sanne Wevers Nizozemska                                                    | Laurie Hernandez SAD                                                                     | Simone Biles SAD                                            |
| Parter             | Simone Biles SAD                                                           | Aly Raisman SAD                                                                          | Amy Tinkler Ujedinjeno Kraljevstvo                          |

### Ritmička gimnastika
| Kategorija  | Zlato                                                                                             | Srebro                                                                                  | Bronca |
| Pojedinačno | Margarita Mamun Rusija                                                                            | Jana Kudrjavceva Rusija                                                                 | Ganna Rizatdinova Ukrajina                                                                                      |
| Momčadski   | Rusija Vera Biriukova Anastasia Bliznyuk Anastasia Maksimova Anastasiia Tatareva Maria Tolkacheva | Španjolska Sandra Aguilar Artemi Gavezou Elena López Lourdes Mohedano Alejandra Quereda | Bugarska Reneta Kamberova Lyubomira Kazanova Mihaela Maevska-Velichkova Tsvetelina Naydenova Hristiana Todorova |

### Trampolin
| Kategorija | Zlato                            | Srebro                             | Bronca          |
| Muškarci   | Uladzislau Hancharou Bjelorusija | Dong Dong NR Kina                  | Lei Gao NR Kina |
| Žene       | Rosie MacLennan Kanada           | Bryony Page Ujedinjeno Kraljevstvo | Li Dan NR Kina  |

## Vanjske poveznice
- Fédération Internationale de Gymnastique